# Geosmina
Geosmina – organiczny związek chemiczny z grupy cyklicznych alkoholi, nadający żywności i wodzie ziemisty, spleśniały stęchły zapach i smak, wyczuwalny w niezwykle niskich stężeniach rzędu 5–10 ng/l.
Produkowana m.in. przez sinice oraz promieniowce (zwłaszcza z rodzaju Streptomyces). Gdy obecna jest, nawet w niewielkich ilościach, w wodzie, jest szybko wchłaniana przez ryby i gromadzona w ciele, a jej eliminacja wymaga wielodniowego przebywania w czystej wodzie. Jest odpowiedzialna (razem z 2-metyloizoborneolem) za błotnisty zapach ryb słodkowodnych, takich jak karpie i sumy.
Geosmina w środowisku kwaśnym ulega dehydratacji do bezwonnej argosminy, C
12H
20 (będącej w rzeczywistości mieszaniną kilku substancji), dlatego dodanie octu i innych kwaśnych składników do dań rybnych zmniejsza błotnisty smak.
Usuwanie geosminy i 2-metyloizoborneolu z wody wodociągowej stanowi duży problem dla przedsiębiorstw uzdatniających wodę.